# 斯里普尔陨击坑
斯里普尔陨击坑（Srīpur）是火星陶玛西亚区的一座撞击坑，西北和西南分别毗邻迪诺威克陨击坑和特加斯基陨击坑，它的中心坐标位于南纬31.1度、西经100.8度处，直径22.99公里（14.29英里）。根据美国地质调查局数据绘制的火星表面地质龄图，该陨击坑周边区域形成于38至35亿年前的诺亚纪，其名称取自孟加拉国锡尔赫特县斯里普尔镇，1991年被国际天文联合会行星系统命名工作组批准接受。
斯里普尔陨击坑内相对平坦，除了中心以东一座小坑洞外，坑底高于火星基准面6300米（20700英尺），而它坑壁则平均高出6800米（22300英尺）左右，因此，内部深约500米（1600英尺），该陨坑以南地区与坑底高度大致相同。

## 另请查看
- 火星撞击坑